# Jose Iglesias (giocatore di baseball)
Jose Antonio Iglesias Alemán (L'Avana, 5 gennaio 1990) è un giocatore di baseball statunitense, nato a Cuba, di ruolo interno (può giocare come shortstop o come seconda base), che gioca per i San Diego Padres (MLB).
Iglesias ha esordito in MLB nel 2011 con i Boston Red Sox, per poi giocare anche con Detroit Tigers, Cincinnati Reds, Baltimore Orioles, Los Angeles Angels, Colorado Rockies e New York Mets.